# Aucey-la-Plaine
Aucey-la-Plaine és un municipi francès situat al departament de la Manche i a la regió de Normandia. L'any 2007 tenia 451 habitants.

## Demografia

### Població
El 2007 la població de fet d'Aucey-la-Plaine era de 451 persones. Hi havia 184 famílies de les quals 48 eren unipersonals (20 homes vivint sols i 28 dones vivint soles), 52 parelles sense fills, 60 parelles amb fills i 24 famílies monoparentals amb fills.
La població ha evolucionat segons el següent gràfic:
Habitants censats

### Habitatges
El 2007 hi havia 220 habitatges, 185 eren l'habitatge principal de la família, 16 eren segones residències i 19 estaven desocupats. 212 eren cases i 8 eren apartaments. Dels 185 habitatges principals, 134 estaven ocupats pels seus propietaris, 49 estaven llogats i ocupats pels llogaters i 2 estaven cedits a títol gratuït; 2 tenien una cambra, 11 en tenien dues, 38 en tenien tres, 53 en tenien quatre i 81 en tenien cinc o més. 181 habitatges disposaven pel capbaix d'una plaça de pàrquing. A 67 habitatges hi havia un automòbil i a 98 n'hi havia dos o més.

### Piràmide de població
La piràmide de població per edats i sexe el 2009 era:
| Homes | Edats   | Dones |
| ----- | ------- | ----- |
| 0     | 95 o +  | 0     |
| 0     | 90 a 94 | 0     |
| 0     | 85 a 89 | 12    |
| 0     | 80 a 84 | 0     |
| 4     | 75 a 79 | 12    |
| 20    | 70 a 74 | 20    |
| 0     | 65 a 69 | 16    |
| 16    | 60 a 64 | 20    |
| 8     | 55 a 59 | 4     |
| 12    | 50 a 54 | 0     |
| 4     | 45 a 49 | 8     |
| 20    | 40 a 44 | 8     |
| 12    | 35 a 39 | 12    |
| 12    | 30 a 34 | 12    |
| 4     | 25 a 29 | 8     |
| 16    | 20 a 24 | 12    |
| 16    | 15 a 19 | 4     |
| 24    | 10 a 14 | 8     |
| 16    | 5 a 9   | 8     |
| 4     | 0 a 4   | 4     |

## Economia
El 2007 la població en edat de treballar era de 287 persones, 220 eren actives i 67 eren inactives. De les 220 persones actives 202 estaven ocupades (120 homes i 82 dones) i 18 estaven aturades (10 homes i 8 dones). De les 67 persones inactives 25 estaven jubilades, 23 estaven estudiant i 19 estaven classificades com a «altres inactius».

### Ingressos
El 2009 a Aucey-la-Plaine hi havia 173 unitats fiscals que integraven 413 persones, la mediana anual d'ingressos fiscals per persona era de 15.937 €.

### Activitats econòmiques
Dels 6 establiments que hi havia el 2007, 3 eren d'empreses de construcció, 1 d'una empresa de comerç i reparació d'automòbils i 2 d'empreses d'hostatgeria i restauració.
Dels 2 establiments de servei als particulars que hi havia el 2009, 1 era un guixaire pintor i 1 electricista.
L'any 2000 a Aucey-la-Plaine hi havia 28 explotacions agrícoles que ocupaven un total de 812 hectàrees.

## Poblacions més properes
El següent diagrama mostra les poblacions més properes.